# Raadspel
Een raadspel is een spel waarbij de deelnemers iets moeten raden. Dat iets kan variëren van een woord, tot de titel van een boek of film, of wat een afbeelding voorstelt. Afhankelijk van de spelregels kan een deelnemer van de anderen winnen door voldoende goede antwoorden te geven.
Voorbeelden van raadspellen zijn:
- Galgje
- Lingo
- Ik zie, ik zie wat jij niet ziet
- Pim-pam-pet
- Woordenboekspel